# Kamieńska Płyta
Kamieńska Płyta  – miejscowość typu schronisko turystyczne w Polsce położone w województwie śląskim, w powiecie bielskim, w gminie Wilkowice.
Wg Ewidencji miejscowości, ulic i adresów adres należy do miejscowości Bystra.